# Apsnypress
Apsnypress là cơ quan báo chí nhà nước trên thực tế của Abkhazia. Apsnypress tuyên bố mục tiêu của cơ quan là hỗ trợ phát triển dân chủ, chủ quyền và độc lập của nước cộng hòa Abkhaz ly khai và đảm bảo an ninh thông tin của quốc gia.

## Lịch sử
Apnypress được thành lập vào ngày 31 tháng 1 năm 1995.
Sau cuộc Cách mạng tháng 5 năm 2014 và cuộc bầu cử Tổng thống với sự đắc cử của Raul Khajimba, vào ngày 23 tháng 9 năm 2014, Renata Chagava trở thành giám đốc của Apsnypress thay cho Manana Gurgulia.